# Thomson J. Skinner

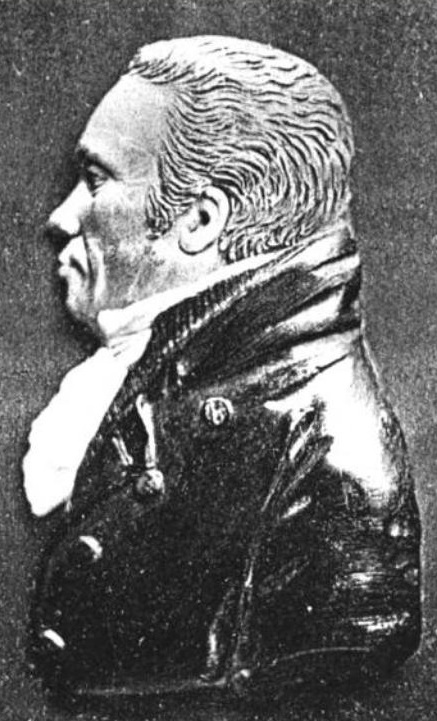
Thomson J. Skinner

Thomson Joseph Skinner (* 24. Mai 1752 in Colchester, Colony of Connecticut; † 20. Januar 1809 in Boston, Massachusetts) war ein US-amerikanischer Politiker. Zwischen 1797 und 1804 vertrat er zweimal den Bundesstaat Massachusetts im US-Repräsentantenhaus.

## Werdegang
Thomson Skinner besuchte die öffentlichen Schulen seiner Heimat. Später zog er nach Massachusetts, wo er eine politische Laufbahn einschlug. Zwischen 1781 und 1803 war er mehrfach Abgeordneter im Repräsentantenhaus von Massachusetts und Mitglied des Staatssenats. Im Jahr 1788 war er Delegierter auf der Versammlung, auf der der Staat Massachusetts die Verfassung der Vereinigten Staaten ratifizierte. Ende der 1790er Jahre wurde er Mitglied der von Thomas Jefferson gegründeten Demokratisch-Republikanischen Partei. Von 1788 bis 1807, also auch während seiner Zeit als Kongressabgeordneter, war er Berufungsrichter.
Nach dem Rücktritt des Abgeordneten Theodore Sedgwick wurde Skinner bei der fälligen Nachwahl für den ersten Sitz von Massachusetts als dessen Nachfolger in das US-Repräsentantenhaus gewählt, wo er am 27. Januar 1797 sein neues Mandat antrat. Nach einer Wiederwahl konnte er bis zum 3. März 1799 im Kongress verbleiben. Bei den Wahlen des Jahres 1802 wurde Skinner im zwölften Wahlbezirk seines Staates erneut in den Kongress gewählt, wo er am 4. März 1803 Samuel Thatcher ablöste. Dieses Mandat übte er bis zu seinem Rücktritt am 10. August 1804 aus.
In den Jahren 1806 und 1807 war Skinner als Nachfolger von Jonathan Jackson Treasurer von Massachusetts. Er starb am 20. Januar 1809 in Boston.